# Économie du Tarn

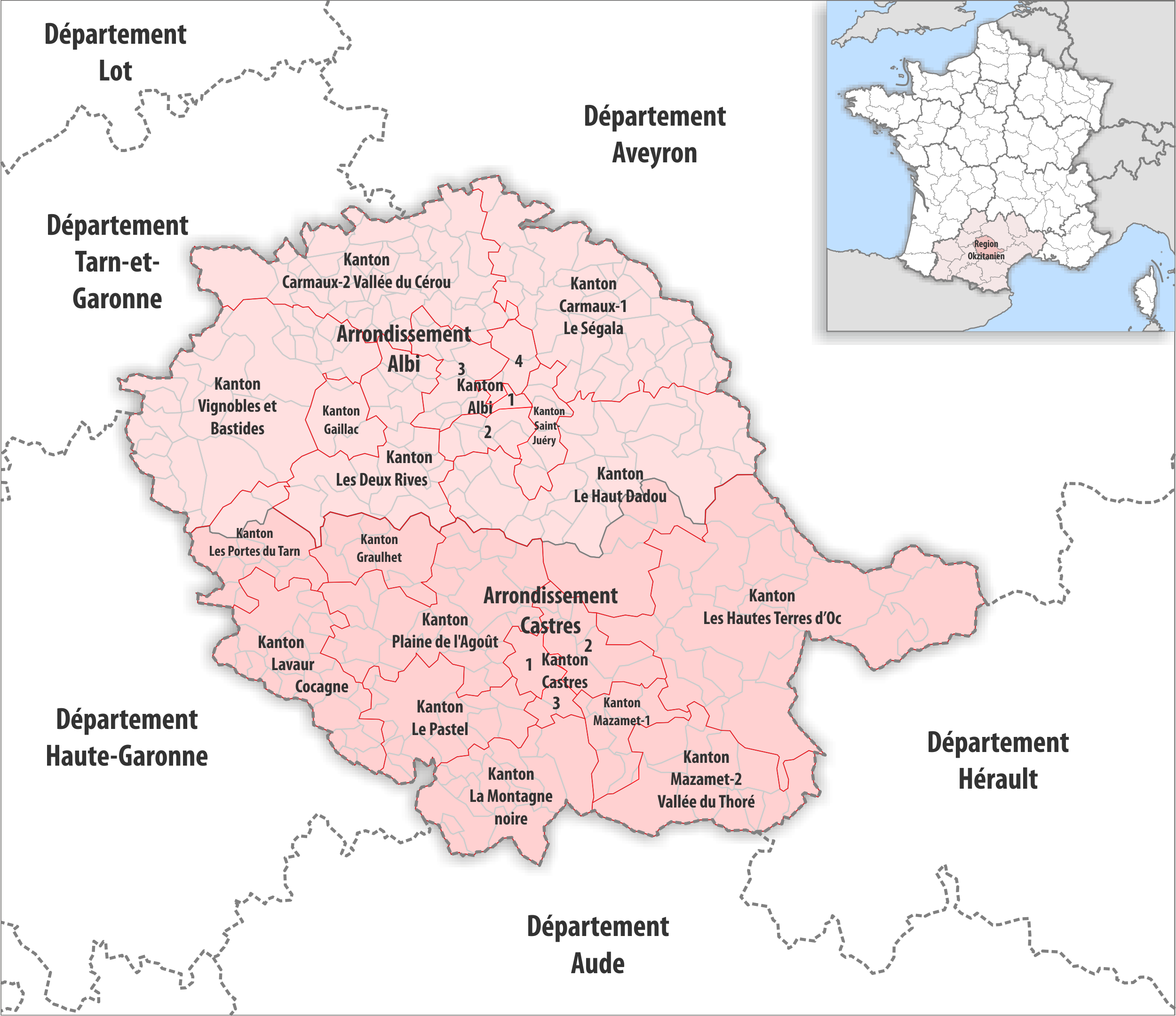
Carte du département

## Secteur primaire

### Production
- Arboriculture et maraichage: essentiellement pour la consommation locale
- Élevage: bovin viande, (veau élevé sous la mère) bovin lait (minoritaire) ovin lait (la moitié est du département fait partie de l'aire du roquefort) et viande (agneau de lait) poulet fermier du Languedoc, canard gras du sud-ouest...
- Grandes cultures: blé, maïs, soja, tournesol, colza...
- Sylviculture: forêts importantes au sud (Montagne Noire), à l'est (Monts de Lacaune) et au nord-ouest. (forêt domaniale de la Grésigne)
- Viticulture: AOC Gaillac et vin de pays des côtes-du-tarn
- Le bassin minier Carmaux a eu une grande influence sur le développement économique du nord du Tarn, mais l'activité minière est arrêtée depuis les années 1980.

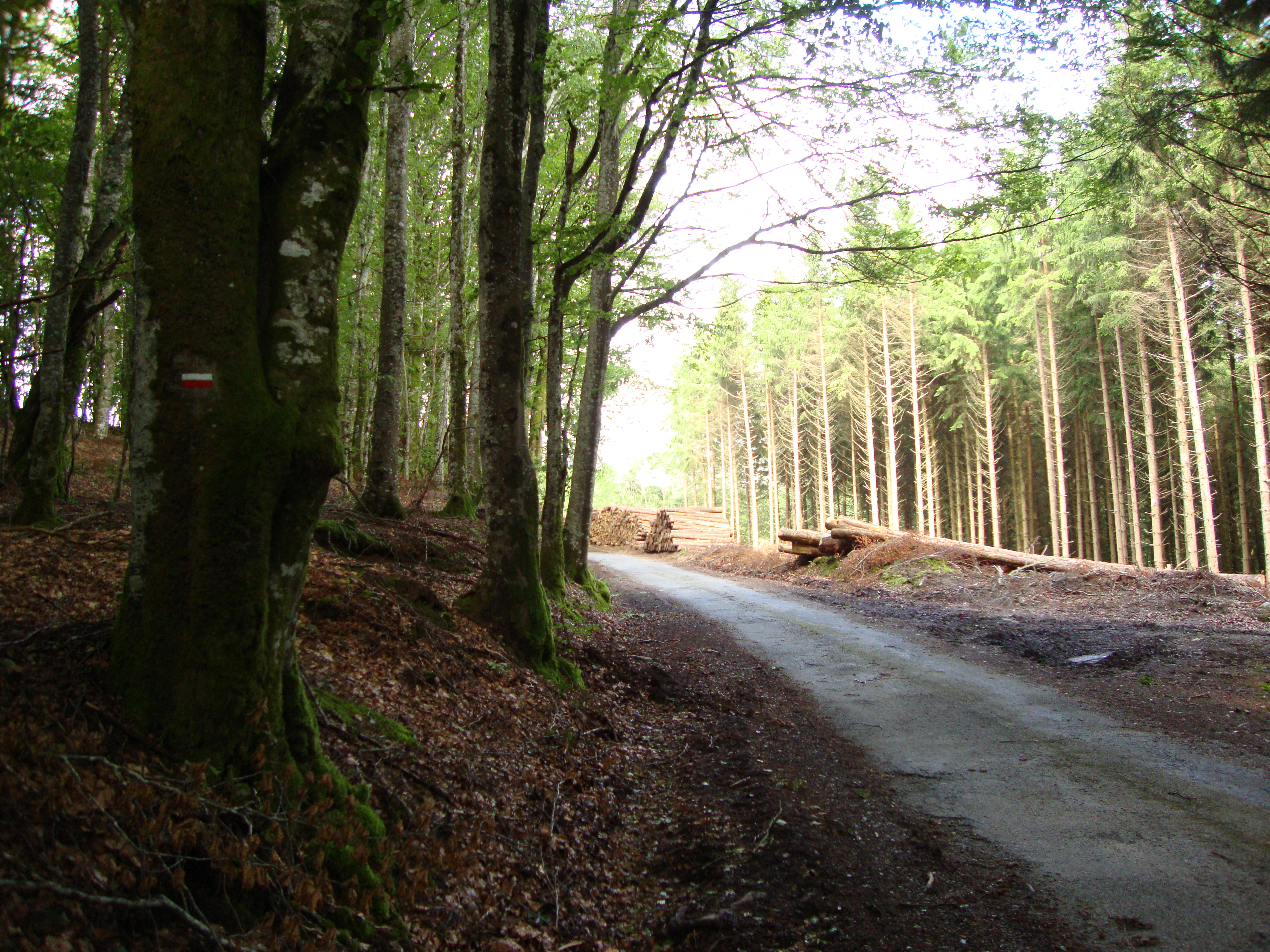
Exploitation forestière dans les Monts de Lacaune.
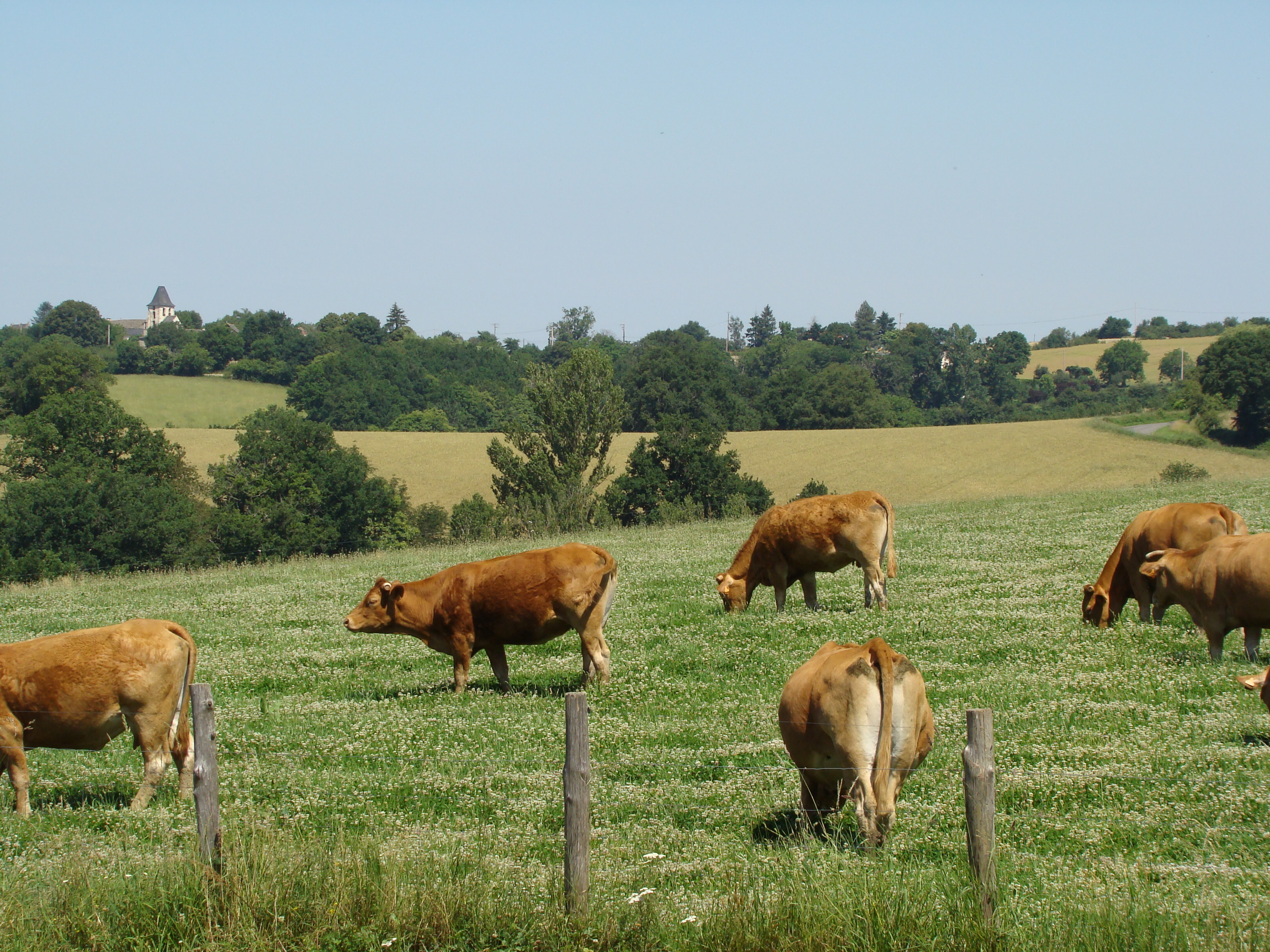
Élevage bovin à Montirat.
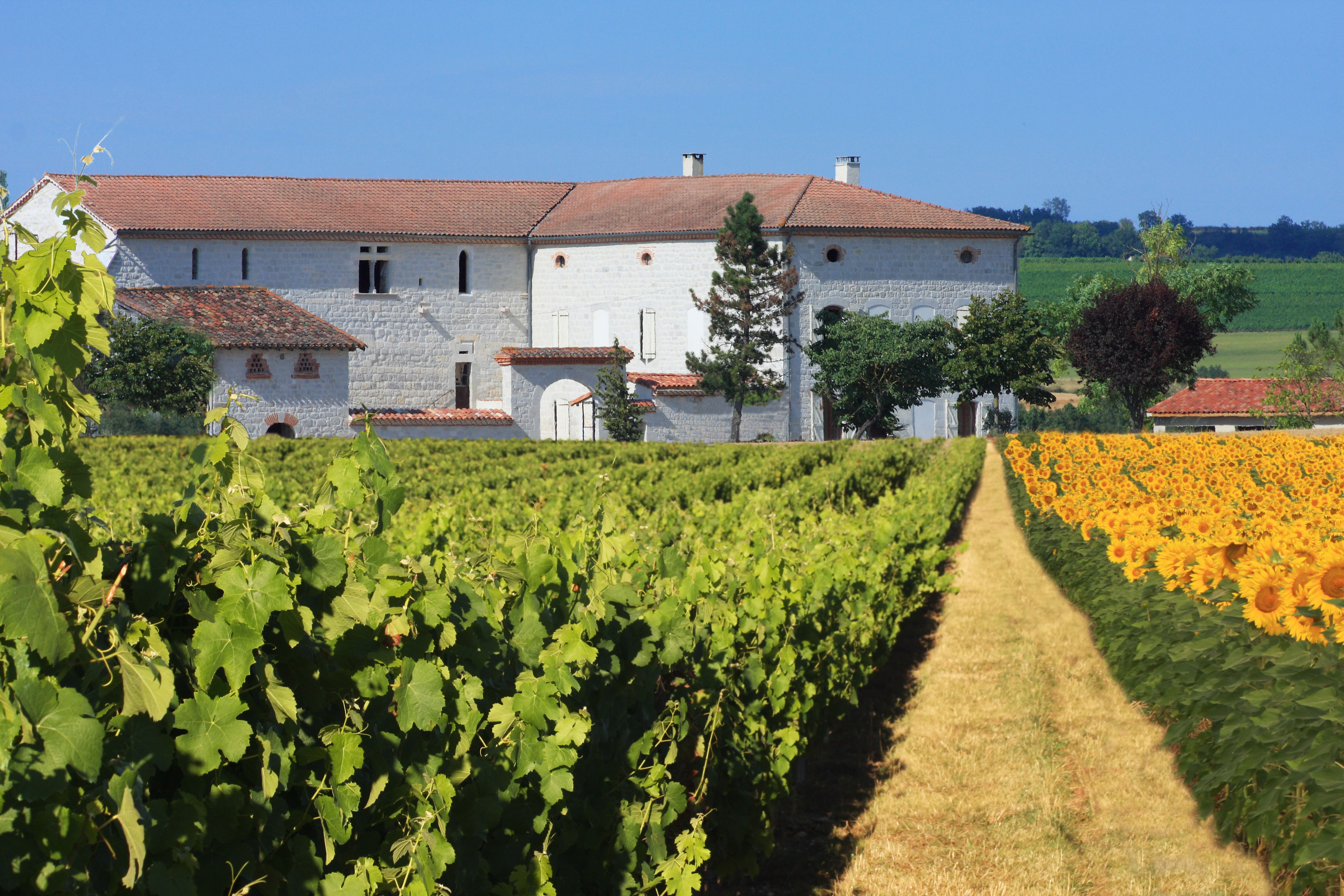
Vignoble de Gaillac et champ de tournesol.

### Transformation
- Salaisons de Lacaune : une reconnaissance en indication géographique protégée est en cours pour le jambon, le saucisson et la saucisse[1].
- Sciage de bois près des massifs forestiers
- Trois caves coopérative viticoles à Labastide-de-Lévis , Rabastens et Técou.
- Quelques productions fromagères artisanales
- Quelques ateliers de transformation charcutiers , volaillers ou bouchers.

## Secteur secondaire
- Pharmaceutique et dermo-cosmétique : Laboratoires Pierre Fabre - Castres, Lavaur et Albi
- Textile à Castres (industrie en grande perte de vitesse)
- Verrerie ouvrière d'Albi appartenant au groupe d'emballage Saint-Gobain
- Autrefois, une industrie du cuir et des peaux occupait Graulhet et Mazamet, secteur aujourd'hui quasi totalement délocalisé.

## Secteur tertiaire
- Commerce: Albi et Castres sont deux centres importants de commerces divers: habillement, bâtiment, ameublement, jardineries, GMS...
- Enseignement: Albi et Castres accueillent des antennes de l'université Jean-François Champollion.
- Tourisme: département au patrimoine reconnu, aux paysages variés, à la gastronomie riche, le Tarn attire nombre de vacanciers, faisant vivre l'hôtellerie, la restauration, les gîtes et chambres d'hôtes. Depuis 2010, la cité épiscopale d'Albi est inscrite au patrimoine mondial de l'Unesco.